# 삼천포시·사천군 (1988년 선거구)
삼천포시·사천군은 대한민국의 옛 국회의원 선거구이다. 당시 경상남도 삼천포시, 사천군 지역을 관할했다.

## 역사
제13대 국회의원 선거를 앞두고 진주시·삼천포시·진양군·사천군 선거구에서 분리되면서 신설되었다.
1995년 5월, 삼천포시와 사천군이 통합되면서 통합 사천시가 출범했다. 이에 제15대 국회의원 선거를 앞두고 사천시 선거구로 개편되었다.

## 역대 국회의원
| 선거   | 정당 | 정당       | 의원   |
| ------ | ---- | ---------- | ------ |
| 1988년 |      | 민주정의당 | 황성균 |
| 1992년 |      | 민주자유당 | 김기도 |

## 역대 선거 결과

### 대한민국 제13대 국회의원 선거
|  | 53.30% |

|  | 40.53% |

|  | 2.78% |

|  | 2.14% |

|  | 1.22% |

### 대한민국 제14대 국회의원 선거
|  | 48.43% |

|  | 39.95% |

|  | 6.51% |

|  | 5.10% |